# Johann Philipp von Gemmingen
Johann Philipp von Gemmingen (* 5. Dezember 1729 in Neckarzimmern; † 2. Februar 1766 in Wimpfen) war Grundherr in Babstadt und Kälbertshausen.

## Leben
Er war ein Sohn des Friedrich von Gemmingen (1691–1738) und der Wilhelmine Leopoldine Rüdt von Collenberg († 1763). Dem Vater war bei einer Erbteilung das 1732 erworbene Babstadt sowie Kälbertshausen zugefallen, dessen Besitz Johann Philipp erbte.
Er war ab 1764 mit Dorothea Regina Eleonora von Stein zum Reichenstein (1744–1799) verheiratet. Der Ehe ging einzig der Sohn Ludwig Friedrich (1765–1816) hervor. Die verwitwete Dorothea Regina heiratete 1767 in zweiter Ehe Christoph Ferdinand III. Friedrich von Degenfeld (1737–1812), dem sie weitere sieben Kinder gebar.